# Selección de fútbol playa de Chile
La Selección de fútbol playa de Chile es el equipo representativo de país en las competiciones oficiales de fútbol playa de la Categoría adulta. Su organización está a cargo de la Federación de Fútbol de Chile, la cual es miembro de la Conmebol.
La selección chilena de Fútbol Playa fue nominada por Miguel Ángel Gamboa luego de ver el desarrollo del primer Campeonato Oficial de fútbol playa de Chile organizado por la ANFP, que se realizó el verano de 2008 en las ciudades de Viña del Mar, La Serena, Pucón e Iquique. El campeón nacional de este torneo fue el Círculo Italiano de Iquique.

## Estadísticas

### Copa Mundial de Fútbol Playa FIFA
| Copa Mundial de Fútbol Playa FIFA | Copa Mundial de Fútbol Playa FIFA | Copa Mundial de Fútbol Playa FIFA | Copa Mundial de Fútbol Playa FIFA | Copa Mundial de Fútbol Playa FIFA | Copa Mundial de Fútbol Playa FIFA | Copa Mundial de Fútbol Playa FIFA | Copa Mundial de Fútbol Playa FIFA |
| Año                               | Ronda                             | J                                 | G                                 | G+                                | P                                 | GF                                | GC                                |
| --------------------------------- | --------------------------------- | --------------------------------- | --------------------------------- | --------------------------------- | --------------------------------- | --------------------------------- | --------------------------------- |
| 2005                              | No participó                      | No participó                      | No participó                      | No participó                      | No participó                      | No participó                      | No participó                      |
| 2006                              | No participó                      | No participó                      | No participó                      | No participó                      | No participó                      | No participó                      | No participó                      |
| 2007                              | No participó                      | No participó                      | No participó                      | No participó                      | No participó                      | No participó                      | No participó                      |
| 2008                              | No clasificó                      | No clasificó                      | No clasificó                      | No clasificó                      | No clasificó                      | No clasificó                      | No clasificó                      |
| 2009                              | No clasificó                      | No clasificó                      | No clasificó                      | No clasificó                      | No clasificó                      | No clasificó                      | No clasificó                      |
| 2011                              | No clasificó                      | No clasificó                      | No clasificó                      | No clasificó                      | No clasificó                      | No clasificó                      | No clasificó                      |
| 2013                              | No clasificó                      | No clasificó                      | No clasificó                      | No clasificó                      | No clasificó                      | No clasificó                      | No clasificó                      |
| 2015                              | No clasificó                      | No clasificó                      | No clasificó                      | No clasificó                      | No clasificó                      | No clasificó                      | No clasificó                      |
| 2017                              | No clasificó                      | No clasificó                      | No clasificó                      | No clasificó                      | No clasificó                      | No clasificó                      | No clasificó                      |
| 2019                              | No clasificó                      | No clasificó                      | No clasificó                      | No clasificó                      | No clasificó                      | No clasificó                      | No clasificó                      |
| 2021                              | No clasificó                      | No clasificó                      | No clasificó                      | No clasificó                      | No clasificó                      | No clasificó                      | No clasificó                      |
| 2024                              | No clasificó                      | No clasificó                      | No clasificó                      | No clasificó                      | No clasificó                      | No clasificó                      | No clasificó                      |
| 2025                              | Fase de grupos                    | 3                                 | 1                                 | 0                                 | 2                                 | 12                                | 17                                |
| Total                             | 1/13                              | 3                                 | 1                                 | 0                                 | 2                                 | 12                                | 17                                |

### Campeonato de Fútbol Playa de Conmebol
| Campeonato de Fútbol Playa de Conmebol | Campeonato de Fútbol Playa de Conmebol | Campeonato de Fútbol Playa de Conmebol | Campeonato de Fútbol Playa de Conmebol | Campeonato de Fútbol Playa de Conmebol | Campeonato de Fútbol Playa de Conmebol | Campeonato de Fútbol Playa de Conmebol | Campeonato de Fútbol Playa de Conmebol |
| Año                                    | Ronda                                  | J                                      | G                                      | G+                                     | P                                      | GF                                     | GC                                     |
| -------------------------------------- | -------------------------------------- | -------------------------------------- | -------------------------------------- | -------------------------------------- | -------------------------------------- | -------------------------------------- | -------------------------------------- |
| 2006                                   | No participó                           | No participó                           | No participó                           | No participó                           | No participó                           | No participó                           | No participó                           |
| 2008                                   | Fase de grupos                         | 3                                      | 1                                      | 0                                      | 2                                      | 17                                     | 16                                     |
| 2009                                   | Fase de grupos                         | 3                                      | 2                                      | 0                                      | 1                                      | 13                                     | 13                                     |
| 2011                                   | Fase de grupos                         | 4                                      | 1                                      | 0                                      | 3                                      | 17                                     | 21                                     |
| 2013                                   | Quinto lugar                           | 5                                      | 2                                      | 1                                      | 2                                      | 26                                     | 25                                     |
| 2015                                   | Séptimo lugar                          | 6                                      | 3                                      | 0                                      | 3                                      | 27                                     | 26                                     |
| 2017                                   | Quinto lugar                           | 6                                      | 3                                      | 0                                      | 3                                      | 34                                     | 31                                     |
| 2019                                   | Séptimo lugar                          | 5                                      | 2                                      | 0                                      | 3                                      | 21                                     | 24                                     |
| 2021                                   | Séptimo lugar                          | 5                                      | 2                                      | 0                                      | 3                                      | 15                                     | 10                                     |
| Total                                  | 8/9                                    | 37                                     | 16                                     | 1                                      | 20                                     | 170                                    | 166                                    |

### Copa América de Fútbol Playa
| Copa América de Fútbol Playa | Copa América de Fútbol Playa | Copa América de Fútbol Playa | Copa América de Fútbol Playa | Copa América de Fútbol Playa | Copa América de Fútbol Playa | Copa América de Fútbol Playa | Copa América de Fútbol Playa |
| Año                          | Ronda                        | J                            | G                            | G+                           | P                            | GF                           | GC                           |
| ---------------------------- | ---------------------------- | ---------------------------- | ---------------------------- | ---------------------------- | ---------------------------- | ---------------------------- | ---------------------------- |
| 2016                         | Sexto lugar                  | 5                            | 1                            | 0                            | 4                            | 19                           | 20                           |
| 2018                         | Octavo lugar                 | 5                            | 1                            | 0                            | 4                            | 17                           | 41                           |
| 2022                         | Tercer lugar                 | 5                            | 3                            | 0                            | 2                            | 18                           | 16                           |
| 2023                         | Sexto lugar                  | 6                            | 5                            | 2                            | 3                            | 16                           | 23                           |
| 2025                         | Tercer lugar                 | 6                            | 4                            | 0                            | 0                            | 19                           | 17                           |
| Total                        | 5/5                          | 15                           | 5                            | 0                            | 10                           | 54                           | 77                           |

## Plantilla
- Última actualización: 3 de julio de 2017.[1]

## Palmarés

### Copa América de Fútbol Playa
- Medalla de bronce (2): 2022, 2025

### Fútbol playa en los Juegos Bolivarianos de Playa
- Medalla de bronce (1): 2016

### Torneos amistosos
- Medalla de oro (1): Copa Latina 2010

## Partidos Jugados
Primer Partido de Chile
 Brasil 8-3  Chile
Mejor Partido de Chile
 Chile 12-2  Egipto
Peor Partido de Chile
 Chile 0-12  Brasil